# Lori Loughlin
Lori Anne Loughlin (Queens, 28 de julho de 1964) é uma atriz, modelo e produtora de televisão norte-americana, conhecida por seu papel como Rebecca Donaldson-Katsopolis no seriado da ABC Full House. De 2008 a 2011, ela interpretou o papel de Debbie Wilson na série The CW 90210 (2008-2011, 2012). Também é conhecida por interpretar o papel de Ava Gregory no The WB série Summerland (2004-2005), que ela também produziu e escreveu.

## Filmografia
| Film          | Film                                             | Film                                 | Film                                                                                        |
| Year          | Film                                             | Role                                 | Other notes                                                                                 |
| ------------- | ------------------------------------------------ | ------------------------------------ | ------------------------------------------------------------------------------------------- |
| 1983          | Amityville 3-D                                   | Susan Baxter                         |                                                                                             |
| 1985          | The New Kids                                     | Abby McWilliams                      | Outro título: Striking Back                                                                 |
| 1985          | Secret Admirer                                   | Toni Williams                        | Outro título: The Letter                                                                    |
| 1986          | Rad                                              | Christian                            |                                                                                             |
| 1987          | Back to the Beach                                | Sandi                                | Alternative title: Malibu Beach Girls                                                       |
| 1988          | The Night Before                                 | Tara Mitchell                        |                                                                                             |
| 1993          | Empty Cradle                                     | Jane Morgan                          |                                                                                             |
| 1999          | Suckers                                          | Donna DeLuca                         |                                                                                             |
| 2000          | Critical Mass                                    | Janine                               |                                                                                             |
| 2001          | Magyk                                            | Sally                                |                                                                                             |
| 2007          | Farce of the Penguins                            | Melvin-Smacking Penguin              | Voz Lançado diretamente em DVD                                                              |
| 2007          | Moondance Alexander                              | Gelsey Alexander                     |                                                                                             |
| 2009          | Old Dogs                                         | Amanda                               |                                                                                             |
| 2013          | Crawlspace                                       | Susan Gates                          |                                                                                             |
| 2016          | Every Christmas Has a Story                      | Kate Harper                          | Telefilme                                                                                   |
| Television    |                                                  |                                      |                                                                                             |
| Year          | Title                                            | Role                                 | Notes                                                                                       |
| 1971          | My Three Sons                                    | Wendy                                | Episode: "The Sound of Music"                                                               |
| 1971          | The Smith Family                                 |                                      | Episode: "Family Man"                                                                       |
| 1979          | Too Far to Go                                    | Young Judith Maple                   | Uncredited Role TV-Movie                                                                    |
| 1980–1983     | The Edge of Night                                | Jody Travis #1                       |                                                                                             |
| 1982          | Matt Houston                                     | Sue                                  | Episode: "Shark Bait"                                                                       |
| 1983          | The Tom Swift and Linda Craig Mystery Hour       | Linda Craig                          | TV-Pilot                                                                                    |
| 1985          | North Beach and Rawhide                          | Candy Cassidy                        | TV-Movie                                                                                    |
| 1986          | Brotherhood of Justice                           | Christie                             | TV-Movie                                                                                    |
| 1986, 1987    | The Equalizer                                    | Jenny Morrow                         | Episode: "Prelude" Episode: "First Light"                                                   |
| 1986, 1988    | CBS Schoolbreak Special                          | Kelly Sally                          | Episode: "Babies Having Babies" Episode: "No Means No"                                      |
| 1987          | A Place to Call Home                             | Jenny Gavin                          | TV-Movie                                                                                    |
| 1988          | Tales from the Hollywood Hills: The Old Reliable | Kay Cork                             | TV-Movie                                                                                    |
| 1988          | CBS Summer Playhouse                             | Tammy                                | Episode: "Old Money"                                                                        |
| 1988–1995     | Full House                                       | Rebecca 'Becky' Donaldson Katsopolis | 153 episodes                                                                                |
| 1992          | Inside America's Totally Unsolved Lifestyles     | "Another Look" Anchor                | TV-Special                                                                                  |
| 1992          | Doing Time on Maple Drive                        | Allison                              | TV-Movie                                                                                    |
| 1992          | To Grandmother's House We Go                     | Win-O-Lotto Lottery Hostess          | Uncredited Role                                                                             |
| 1993          | Empty Cradle                                     | Jane Morgan                          | TV-Movie                                                                                    |
| 1993          | A Stranger in the Mirror                         | Jill Castle                          | TV-Movie                                                                                    |
| 1994          | One of Her Own                                   | Toni Stroud                          | TV-Movie                                                                                    |
| 1995          | Abandoned and Deceived                           | Gerri Jensen                         | TV-Movie                                                                                    |
| 1995–1996     | Hudson Street                                    | Melanie Clifford                     | 22 episodes                                                                                 |
| 1997          | In the Line of Duty: Blaze of Glory              | Jill Erickson                        | TV-Movie                                                                                    |
| 1997          | Tell Me No Secrets                               | Jess Koster                          | TV-Movie                                                                                    |
| 1997          | Suddenly Susan                                   | Paula                                | Episode: "With Friends Like These"                                                          |
| 1997          | The Price of Heaven                              | Leslie                               | TV-Movie Alternative title: Blessed Assurance                                               |
| 1997          | Casper: A Spirited Beginning                     | Sheila Fistergraff                   | TV-Movie                                                                                    |
| 1997          | Seinfeld                                         | Patty                                | Episode: "The Serenity Now"                                                                 |
| 1997          | Medusa's Child                                   | Dr. Linda McCoy                      | Miniseries                                                                                  |
| 2001          | Cursed                                           | Natalie Keith                        | Episode: "...And Then They Tried to Make Some Rules"                                        |
| 2001          | Spin City                                        | Michelle                             | Episode: "Yet Another Stakeout" Episode: "Yeah Baby!" Episode: "An Officer and a Gentleman" |
| 2002          | Eastwick                                         | Sukie Ridgemont                      | TV-Pilot                                                                                    |
| 2002          | Birds of Prey                                    | Caroline Lance / Canário Negro       | Episode: "Sins of the Mother"                                                               |
| 2002          | The Drew Carey Show                              | Robin                                | Episode: "Chemistry Schmemistry" Episode: "The Dawn Patrol"                                 |
| 2004          | Justice League Unlimited                         | Dr. Tracy Simmons                    | Voice Role Episode: "The Greatest Story Never Told"                                         |
| 2004–2005     | Summerland                                       | Ava Gregory                          | 26 episodes                                                                                 |
| 2005          | 1-800-Missing                                    | Dr. Joy Gribben                      | Episode: "Anything for the Baby (1)" Episode: "Anything for the Baby (2)"                   |
| 2006          | Jake in Progress                                 | Lindsay                              | Episode: "The Two Jakes"                                                                    |
| 2006          | Ghost Whisperer                                  | Christine Greene                     | Episode: "Demon Child"                                                                      |
| 2007          | In Case of Emergency                             | Dr. Joanna Lupone                    | 13 episodes                                                                                 |
| 2008–presente | 90210                                            | Debbie Wilson                        | Main Role                                                                                   |
| 2010          | Meet My Mom                                      | Dana Marshall                        | TV-Movie                                                                                    |
| 2014-2018     | When Calls the Heart                             | Abigail Stanton                      | 50 episodes                                                                                 |
| 2016-2018     | Fuller House                                     | Rebecca 'Becky' Donaldson Katsopolis | Netflix                                                                                     |
| 2018          | Homegrown Christmas                              | Maddie Finley                        | Telefilme (Hallmark)                                                                        |
| 2021-presente | When Hope Calls                                  | Abigail Stanton                      |                                                                                             |

## Prêmios e indicações
Daytime Emmy Award
- 1989: Nominated, "Outstanding Performer in a Children's Special" - CBS Schoolbreak Special

PRISM Awards
- 2006: Won, "Best Performance in a Drama Series Storyline" - Summerland

TV Land Award
- 2004: Nominated, "Best Quintessential Non-Traditional Family" - Full House

Teen Choice Award
- 2009: Nominated, "Choice TV Parental Unit" - 90210

Young Artist Award
- 1983: Nominated, "Best Young Actress in the Daytime Series" - The Edge of Night
- 1987: Won, "Michael Landon Award" - CBS Schoolbreak Special